# دوري أندورا الممتاز 2000–01
دوري أندورا الممتاز 2000–01 هو الموسم 6 من  دوري أندورا الممتاز. أقيم خلال الفترة 16 سبتمبر 2000 وحتى 20 مايو 2001، وأشرف على تنظيمه اتحاد أندورا لكرة القدم، وكان عدد الأندية المشاركة فيه  8، وفاز فيه نادي سانتا كولوما.